# Băiatul cu pijamale în dungi (roman)
Băiatul cu pijamale în dungi este un roman despre Holocaust al romancierului irlandez John Boyne, apărut în 2006. În centrul acțiunii romanului se află un băiat german pe nume Bruno al cărui tată este comandant la Auschwitz și prietenia lui Bruno cu un deținut evreu pe nume Shmuel.
Boyne a scris complet prima schiță în doar două zile și jumătate, fără prea mult somn; dar tot el a spus și că a studiat destul de serios literatura despre Holocaust timp de ani de zile înainte de a-i veni ideea romanului.
Opiniile despre carte au fost împărțite. Recenziile pozitive au apreciat povestea morală. Criticile negative au venit de la cercetătorii și istoricii Holocaustului, precum și de la organizațiile memoriale, care au remarcat inconsecvențele istorice ale cărții și potențialele daune pe care le-ar putea cauza educației oamenilor despre Holocaust.
A fost cea mai bine vândută carte a anului în Spania în 2007 și 2008 și a ajuns pe primul loc pe lista celor mai bine vândute cărți din New York Times. Cartea a fost adaptată într-un film cu același nume în 2008, un balet în 2017 și o operă intitulată Un copil cu pijamale în dungi în 2023. A fost urmată de o continuare, Ruinele timpului (engleză: All the Broken Places), publicată în 2022.

## Rezumat
Bruno este un băiețel de nouă ani care a crescut în timpul celui de-al Doilea Război Mondial la Berlin. Locuiește cu părinții săi, cu sora lui Gretel, în vârstă de doisprezece ani, pe care a poreclit-o „Un caz fără speranță”, și cu servitorii lor, Maria și un bucătar evreu pe nume Pavel. După o vizită a lui Adolf Hitler, căruia Bruno îi pronunță greșit numele („Furie” în loc de Führer), tatăl lui Bruno, Ralf, este promovat comandant al lagărului morții Auschwitz, pe care Bruno îl pronunță greșit „Afară cu”.
La început Bruno este supărat că trebuie să se mute la Auschwitz și îi vine să plângă pentru că-și va părăsi „cei mai buni prieteni pe viață”, Daniel, Karl și Martin. Din noua lui casă de la Auschwitz, Bruno vede lagărul în care uniformele prizonierilor îi par a fi „pijamale în dungi”. Într-o zi, Bruno decide să cerceteze gardul de sârmă care înconjoară tabăra. Aici îl întâlnește pe Shmuel, un băiat evreu, de aceeași vârstă și care e născut în aceeași zi cu el (15 aprilie). Shmuel îi spune că tatăl, bunicul și fratele lui sunt împreună cu el, dar mama lui nu. Bruno și Shmuel vorbesc și devin foarte buni prieteni, deși Bruno încă nu înțelege prea multe despre Shmuel sau despre viața lui. Aproape în fiecare zi, cu excepția cazului în care plouă, Bruno merge să-l vadă pe Shmuel și îi aduce mâncare pe furiș. Bruno observă că Shmuel e din ce în ce mai slab.
Cei doi băieți fac un plan de a se strecura în tabără pentru a-l căuta pe tatăl lui Shmuel, care dispăruse. Shmuel aduce un set de haine de închisoare, iar Bruno își lasă hainele dincolo de gard. În timp ce umblă prin lagăr, sunt prinși și asimilați unui grup de prizonieri în „marș” spre o cameră de gazare, despre care Bruno crede că este pur și simplu un adăpost de ploaie. În camera de gazare, Bruno îi cere scuze lui Shmuel pentru că nu i-au găsit tatăl și îi spune că este cel mai bun prieten al lui pe viață. Nu este clar dacă Shmuel răspunde înainte ca ușile să se închidă și luminile să se stingă, dar Bruno este ferm hotărât să nu-i dea drumul lui Shmuel niciodată.
Bruno nu va mai fi văzut niciodată, hainele lui fiind descoperite de un soldat câteva zile mai târziu. Mama lui, Elsa, îl caută luni întregi, chiar și la vechea lor casă. În final se întoarce la Berlin împreună cu Gretel, care se izolează în camera ei. Ralf mai rămâne încă un an la Auschwitz, devenind tot mai nemilos și rece cu subalternii săi. Un an mai târziu, se întoarce la locul unde au fost găsite hainele lui Bruno și descoperă golul din gard. Atunci își dă seama cum a dispărut fiul său și este zdrobit de durere. După un timp, trupele aliate eliberează lagărul, iar Ralf, distrus de vinovăție și dezgustat de tot ce a făcut, se lasă capturat.
Cartea se încheie cu fraza „Desigur, toate acestea s-au întâmplat cu mult timp în urmă și nimic de genul acesta nu s-ar mai putea întâmpla vreodată. Nu în zilele noastre”.

## Scriere
John Boyne a descris romanul său ca pornind de la o idee ce i-a venit în minte: „doi băieți, fiecare reflecția celuilalt, așezați de o parte și de alta a unui gard de sârmă”. În timp ce ideea cărții a apărut rapid, cu scrisul a durat ceva mai mult. Boyne a declarat că stilul și procesul său de a scrie au fost influențate de Malcolm Bradbury de la Universitatea din East England, care i-a sugerat să scrie în fiecare zi fără pauze.
Boyne a povestit cum a apărut prima schiță a Băiatului cu pijamale în dungi în aproximativ două zile și jumătate, pornind de la ideea romanului care i-a venit marți, 27 aprilie și scriind neîntrerupt până vineri la prânz. Până la urmă, a ajuns la un număr de zece schițe diferite înainte de a-și trimite cartea editurii. În ceea ce privește materialul și cercetarea pe care Boyne le-a întreprins pentru a scrie cartea, profesorul Gerd Bayer de la Universitatea din Erlangen a declarat că cititorul lui Boyne nu ar trebui să se bazeze pe „valoarea absolută a adevărului din textul său”.

## Gen literar
Băiatul cu pijamale în dungi se încadrează în genul de ficțiune despre Holocaust. Boyne folosește informațiile generale despre Holocaust pentru a crea o „fabulă” auto-descrisă, bazată mai mult pe o poveste a adevărului moral decât pe acuratețea istorică. Acest tip de literatură, așa cum este înfățișată în Băiatul cu pijamale în dungi, tinde să fie spus copiilor, din perspectiva tot a unui copil. Prin faptul că un copil împarte cu un alt copil amărăciunile istoriei, romanul insuflă copiilor obligații morale.
Kenneth Kidd, profesor de engleză la Universitatea din Florida, susține că fabula îi permite lui John Boyne să exploreze elementele mai întunecate ale Holocaustului, rezultând mai mult o poveste de avertizare.

## Analiză
Sophie Melissa Smith, doctorand la Universitatea din Southampton, susține că scrierea unei povești reale sub formă de fabulă nu este benefică, deoarece poate genera concepții greșite despre Holocaust. Ca exemple sunt date felul în care Shmuel poate fugi de la muncă, iar Bruno se poate apropia de un gard electrificat.
Smith susține că Boyne diminuează culpabilitatea naziștilor, ca în cazul  tatălui lui Bruno, nu doar umanizându-i, ci și inoculând ideea că unele personaje ar fi acționat din obligație, precum tatăl lui Bruno care era comandant într-un important lagăr de concentrare. În plus, descrierea poveștii spuse prin Bruno creează o mai mare ignoranță a regimului nazist prin folosirea unor cuvinte precum „Furia” (engleză Fury) în loc de Führer și „Afară cu” (engleză Out-with) în loc de Auschwitz. În general, criticii consideră această trivializare a regimului nazist ca fiind dăunătoare educației despre Holocaust.

## Implicații educaționale
Conform unui sondaj din 2009 realizat de Centrul Cultural Evreiesc din Londra, 75% dintre cei chestionați au crezut că romanul lui Boyne se bazează pe o poveste adevărată. Mulți studenți au crezut, de asemenea, că „moartea tragică a lui Bruno a dus, într-o oarecare măsură, la sfârșitul lagărelor de concentrare”.
În 2014 Michael Gray, director de studii la Harrow School și autorul cărții Contemporary Debates in Holocaust Education and Teaching the Holocaust: Practical Approaches for Ages 11-18 (Dezbateri contemporane privind educația despre Holocaust și învățarea despre Holocaust: aspecte practice pentru vârsta de 11-18 ani), a descris cartea drept „un blestem pentru educația Holocaustului”.
Criticând acuratețea cărții, Muzeul de Stat Auschwitz-Birkenau a comentat în 2020 că romanul „ar trebui evitat de oricine studiază sau predă despre Holocaust”. Muzeul Holocaustului din Melbourne, deși consideră cartea o introducere puternică pe această temă, avertizează profesorii cu privire la numeroasele sale inexactități.
Centrul UCL pentru Educația Holocaustului a realizat o cercetare în 2016, în urma căreia a constatat că, citind această carte, elevii ajung la concluzii eronate și/sau înșelătoare despre Holocaust. O altă cercetare din 2020 a constatat că 35% dintre profesorii din Anglia care predau despre Holocaust folosesc fie cartea, fie filmul omonim.
Referindu-se la adaptarea în operă realizată de Noah Max, profesorul Nathan Abrams a scris că „este o sarcină extrem de grea să explici amploarea Holocaustului unui public mai tânăr. Orice încercare, în orice formă, în ciuda lipsurilor, ar trebui să fie salutată pentru curajul de a încerca, chiar dacă nu reușește pe deplin. Este de datoria cititorului să aprofundeze subiectul și să se documenteze temeinic pentru a putea situa romanul în context.”

## Apreciere critică
Kathryn Hughes, în articolul ei din The Guardian, numește romanul „o mică minune de carte”. Ea contestă neglijarea realității din Auschwitz și descrie romanul ca fiind „ceva la granița cu fabula”, argumentând că „inocența lui Bruno reprezintă refuzul intenționat al tuturor germanilor adulți de a vedea ce se întâmpla chiar sub nasul lor”.
Nicholas Tucker, în articolul din The Independent, consideră romanul  „o completare potrivită a unei zone cândva tabu a istoriei, cel puțin în ceea ce privește literatura pentru copii”. Este o descriere splendidă a unui eveniment tragic ce se îndepărtează de detaliile grafice, cu excepția „loviturii finale”.
Ed Wright, în The Age of Melbourne, descrie romanul ca fiind „o poveste emoționantă despre o prietenie ciudată între doi băieți în circumstanțe îngrozitoare și o amintire despre capacitatea omului de a fi inuman”. Reprezentarea prieteniei lui Bruno și Shmuel este cea a unei prietenii clasice din copilărie, cu naivitatea de rigoare. El încheie observând că „Băiatul cu pijamale în dungi are subtitlul O fabulă” și își propune să creeze o poveste morală a naturii umane sub forma unei fabule.
A. O. Scott, scriind în The New York Times, a contestat decizia intenționată a autorului și a editorului de a menține decorul Holocaustului atât de vag conturat în prima parte a romanului. Scott a precizat că experiențele personajelor ar fi trebuit să fie reprezentate independent de contextul Holocaustului, iar acest lucru duce la o lipsă a naturii informative din alte romane despre Holocaust, cum ar fi cartea autobiografică Noaptea de Elie Wiesel. Scott susține că „există ceva ciudat în felul în care Boyne reușește să mascheze și apoi să dezvăluie contextul istoric” și concluzionează că „a modela Holocaustul într-o alegorie, așa cum face Boyne în acest caz, cu o intenție absolut benignă, înseamnă a te îndepărta de realitatea lui”.
Rabinul Benjamin Blech a realizat o critică istorică, susținând că premisa cărții și a filmului ulterior - că ar fi putut exista un copil de vârsta lui Shmuel la Auschwitz - era imposibilă, scriind despre carte: „Notă pentru cititor: nu existau băieți evrei de 9 ani la Auschwitz - naziștii i-au gazat imediat pe cei care nu erau suficient de mari ca să muncească”. Rabinul Blech a prezentat opinia unui prieten supraviețuitor al Holocaustului, potrivit căruia cartea „nu este doar o minciună și nu doar un basm, ci o profanare”. Elevii care o citesc, avertizează el, ar putea crede că lagărele „nu erau chiar atât de rele” dacă un băiat oarecare putea lega o prietenie clandestină cu un captiv evreu de aceeași vârstă, ignorând „prezența constantă a morții”.
Specialistul în Holocaust Henry Gonshak respinge afirmația istorică a lui Blech în cartea sa, Hollywood and the Holocaust. El scrie că „rabinul a considerat improbabilă însăși prezența lui Shmuel în tabără” și afirmă că „Blech este incorect în faptele prezentate”. Deși nu existau copii de sex feminin, înregistrările au arătat că în 1944 „în tabără se aflau 619 copii de sex masculin, cu vârsta cuprinsă între o lună și paisprezece ani”.
Gonshak recunoaște că această prezență a copiilor nu compensează miile care au fost uciși în camerele de gazare.

## Adaptări
În 2008, la doi ani de la publicare, a fost realizată o ecranizare cu același titlu, Băiatul cu pijamale în dungi, în regia lui Mark Herman.
În 2017 romanul a fost adaptat într-un spectacol de balet produs de Northern Ballet. Partitura îi aparține lui Gary Yershon. Recenziile despre balet au fost în mare parte negative, Zo și Euml Anderson de la The Independent afirmând că interpretarea rolurilor copiilor de către adulți contravine „naivității punctului de vedere al unui copil” așa cum reiese din roman. Recenzia din Yorkshire Post l-a catalogat drept „un atac necruțător asupra urechilor”, dar, lăsând la o parte muzica, are totuși merite în ceea ce privește distribuția, în ciuda faptului că este deprimant.
În 2023, romanul a fost adaptat într-o operă intitulată Un copil cu pijamale în dungi de Noah Max. Acesta spune despre cartea lui Boyne: „Este foarte greu să-i convingi pe copii să citească o carte despre ceva atât de întunecat și grav precum Holocaustul și ceea ce mi se pare uimitor este că, deși nu toți adulții înțeleg simbolismul profund al poveștii, copiii îl înțeleg. Ei înțeleg că cei doi copii din carte au aceeași zi de naștere și sunt de fapt unul și același copil.” Cât despre oportunitatea descrierii Holocaustului prin operă, Max spune că  „singura modalitate de a-i transmite amploarea - și în așa fel încât oamenii să înțeleagă că este simbolic și nu real - a fost prin operă”. Piesa a fost primită pozitiv de critici. Barry Millington i-a acordat operei patru stele în London Evening Standard, descriind lucrarea drept „o dramă intensă, îngrozitoare... [care] invocă durerea universală”. În The Telegraph, Sir Nicholas Kenyon a scris că piesa a fost „ambițioasă din punct de vedere emoțional... elocventă din punct de vedere vocal... integritatea companiei de producție nu poate fi contestată”.